# Douglas Smith (Schauspieler)

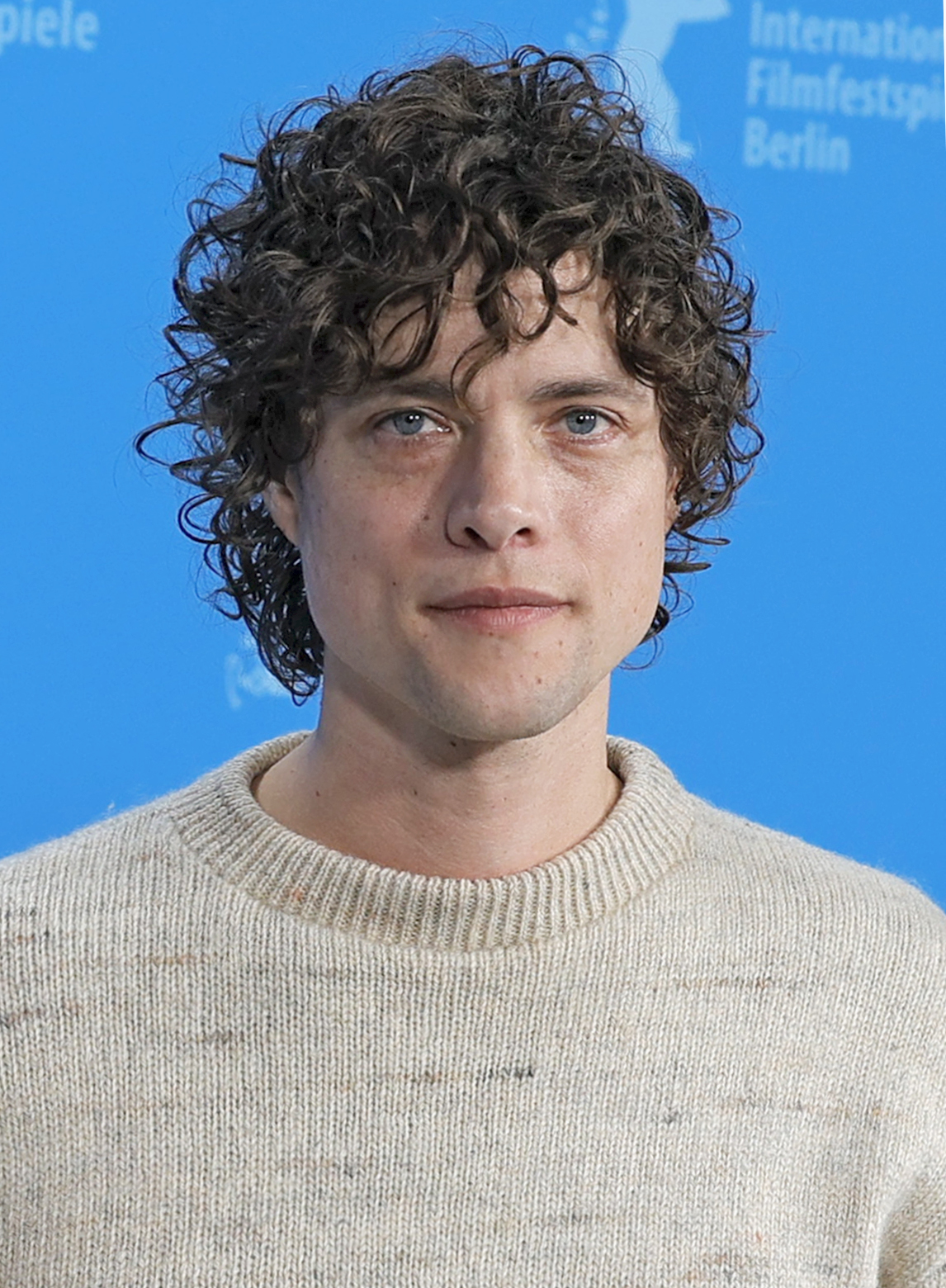
Douglas Smith (2024)

Douglas Alexander Smith (* 22. Juni 1985 in Toronto, Ontario) ist ein kanadisch-amerikanischer Schauspieler.

## Leben
Smith wurde in Toronto, Kanada, als Sohn von Terrea (geb. Oster), einer US-amerikanischen Lehrerin, und Maurice Smith, einem britischen Filmproduzenten, geboren. Seine Mutter erschien häufiger in Filmen, die sein Vater in den 1980er-Jahren produziert hatte. Sein ältester Bruder Gregory Smith ist ebenfalls Schauspieler. Er hat unter anderem auch deutsche Vorfahren. Smith ist Vegetarier. Er ist Mitglied der Band Alaskan Summer, in der auch seine Freundin Ashton Lunceford mitspielt.
Er spielte unter anderem die Rolle des Ben Henrickson in der HBO-Fernsehserie Big Love. 2003 spielte er eine Hauptrolle in der australischen Serie Out There. Neben seiner wiederkehrenden Rolle in Big Love, spielte Smith in diversen Filmen und Serien mit. 2012 stand er als Edward Porris in Brandon Cronenbergs Science-Fiction-Horrorfilm Antiviral vor der Kamera, den er bei den Internationalen Filmfestspielen von Cannes vorstellte.

## Filmografie
- 1996: Death Game
- 1996: Akte X – Die unheimlichen Fälle des FBI (The X-Files, Fernsehserie, Folge 4x02)
- 1998: Outer Limits – Die unbekannte Dimension (The Outer Limits, Fernsehserie, Folge 4x05)
- 1999: Eve und der letzte Gentleman (Blast from the Past)
- 2001: Frauenpower (Family Law, Fernsehserie, Folge 3x10)
- 2002: Partners in Action
- 2003: Lock Her Room
- 2003: Hangman’s Curse – Der Fluch des Henkers (Hangman’s Curse)
- 2003: Stuck in the Middle with You
- 2003: Cold Case – Kein Opfer ist je vergessen (Cold Case, Fernsehserie, Folge 1x04)
- 2003: Out There (Fernsehserie, 13 Folgen)
- 2004: Everwood (Fernsehserie, Folge 2x12)
- 2004: Die himmlische Joan (Joan of Arcadia, Fernsehserie, Folge 1x14)
- 2004: The Guardian – Retter mit Herz (The Guardian, Fernsehserie, Folge 3x15)
- 2004: CSI: Miami (Fernsehserie, Folge 2x16)
- 2004: Plötzlich verliebt (Sleepover)
- 2005: Rock the Paint
- 2005: Santa’s Slay – Blutige Weihnachten (Santa’s Slay)
- 2006: Crossing Jordan – Pathologin mit Profil (Crossing Jordan, Fernsehserie, Folge 5x19)
- 2006: Close to Home (Fernsehserie, Folge 1x20)
- 2006: Citizen Duane
- 2006: State’s Evidence
- 2006–2007: CSI: Vegas (CSI: Crime Scene Investigation, Fernsehserie, 2 Folgen)
- 2006–2011: Big Love (Fernsehserie, 50 Folgen)
- 2007: The Beautiful Ordinary
- 2012: Antiviral
- 2013: Percy Jackson – Im Bann des Zyklopen (Percy Jackson: Sea of Monsters)
- 2014: Betas (Fernsehserie, 2 Folgen)
- 2014: Ouija – Spiel nicht mit dem Teufel (Ouija)
- 2015: Terminator: Genisys (Terminator Genisys)
- 2016: Die Erfindung der Wahrheit (Miss Sloane)
- 2016: Motive (Fernsehserie, Folge 4×9)
- 2017: The Bye Bye Man
- 2018: The Alienist – Die Einkreisung (The Alienist, Miniserie)
- 2019: Big Little Lies (Fernsehserie, 7 Folgen)
- 2022: Don’t Worry Darling
- 2023: Seven Veils
- 2024: The Million Dollar Bet